# Дронкерс, Бен
Бен Дронкерс (англ. Ben Dronkers) — основатель первых в мире музея конопли и компании по продаже семян «Sensi Seeds», селекционер и исследователь, занимающийся культивацией конопли.

## Биография
Начало своей конопляной деятельности Бен связывает с тягой к путешествиям: в конце 1960-х годов на торговых судах из своего родного Роттердама он плавал по всему миру. В начале 1970-х годов он открывает магазин одежды «Ben’s Fashion», где продавались самодельные и эксцентричные вещи. Для закупки тканей Бен регулярно ездил в Турцию, Пакистан и Афганистан, где узнал от местных фермеров преимущества волокон из конопли и начал собирать коллекцию её семян. В середине 1980-х Бен начинает проводить селекционные эксперименты по объединению разных видов и выведению новых гибридов конопли. Эксперименты он проводил подпольно, в домашней теплице, скрещивая русские, афганские, колумбийские и прочие разновидности.
После декриминализации (в данном случае, речь идёт о легализации конопли в Голландии), Бен Дронкерс зарегистрировал свой семенной банк, где начал вполне официальную торговлю. В 1985 году он открыл клуб «Sensi Seed Club» в Амстердаме, где происходила продажа семян. Первоначально торговля осуществлялась двумя компаниями, самой «Sensi Seed Club» и «Seed Bank», но в 1991 году Бен завладел второй компанией и объединил обе в «Sensi Seeds Bank». Дронкерсом выведены сорта конопли, неоднократно завоёвывавшие призовые места на «кубках конопли»: Northern Light #5 в 1990 году (3-й кубок), сорт психотропной конопли Jack Herer — 7-й кубок в 1994 году.
В 1985 году Дронкерс вместе со своим другом Эдом Розенталем (нидерл. Ed Rosenthal) открыли в Амстердаме первый в мире на тот момент музей конопли — The Hash Marihuana & Hemp Museum. Первоначальная экспозиция была основана на частной коллекции самого Дронкерса. В 2008 году рядом с музеем открылась галерея Hemp Gallery, посвящённая истории и возможностям (лекарственным и промышленным) конопли. В 2012 году у музея появился филиал в Барселоне, Испания.
В 1993 году Дронкерс основал в провинции Гронинген компанию «HempFlax» для продвижения промышленных свойств конопли. Пенька, получаемая из выращиваемой на более чем сотне гектар конопли, поставлялась на завод в Ауде-Пекела (столица общины Пекела), где перерабатывалась во все виды полуфабрикатов для различных отраслей промышленности. Со 140 га в 1994 году плантации компании выросли до 2500 га в 2017 году (к 2020 году ожидается не менее 3500 га). Спрос на продукцию компании имеется в Нидерландах, Германии (в частности, фибровая смесь «HempFlax» используется как подстилка для конюшен, из семян делается конопляное масло). Был открыт второй завод в Алба-Юлия, Румыния.
В 2013 году на Кубке каннабиса Бен Дронкерс за свой вклад был добавлен в Контркультурный Зал славы.
На начало 2010-х годов Дронкерс являлся собственником многопрофильного «конопляного бизнеса» с ежегодным доходом в несколько десятков миллионов долларов. Жил в Роттердаме.